# Tricyphona (Tricyphona) sakkya
Tricyphona (Tricyphona) sakkya is een tweevleugelige uit de familie Pediciidae. De soort komt voor in het Oriëntaals gebied.